# Филиппов, Александр Николаевич (хоккеист)
Александр Николаевич Филиппов (род. 10 февраля 1951, Ташкент) — советский хоккеист, защитник, неоднократный призёр чемпионата СССР, заслуженный мастер спорта. Заслуженный тренер России. 

## Биография
А. Н. Филиппов — воспитанник московского хоккея. Играл в московских клубах «Локомотив» и «Динамо».
Сыграл 279 игр, набрав 12+24 очка.
В 1975 году участвовал в чемпионате мира и Европы.

## Достижения
- 2 место в чемпионате СССР — 1972, 1977, 1978, 1979, 1980
- 3 место в чемпионате СССР — 1974, 1976, 1981
- Кубок СССР по хоккею с шайбой — 1972, 1976
- чемпион мира — 1975
- чемпион Европы — 1975